# Sextillion
Un sextillion est l'entier naturel qui vaut 1036 (1 000 000 000 000 000 000 000 000 000 000 000 000) ou 1 000 0006, soit mille quintilliards.
Mille sextillions est égal à un sextilliard (1039).